# 美国陆军第2菲律宾步兵团
第2菲律宾步兵团（2nd Filipino Infantry Regiment）是第二次世界大战期间美国陆军中的一個由菲律賓裔美國人组成的团级单位。該部隊参与了太平洋战争。1942年10月，该团在加州奥德堡组建，11月正式服役，直到1944年3月解散并重新整编为第2菲律宾步兵营（独立）。接着，该部队前往新幾內亞，后又驻扎在菲律宾。该部队从未参与战斗。最终該部隊于1946年在菲律賓解散。